# Adolf Wilhelm Erichson

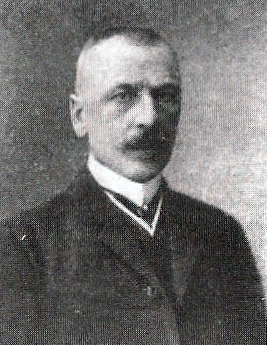
Adolf Wilhelm Erichson

Adolf Wilhelm Ernestowitsch Erichson (russisch Адольф Эрнестович Эрихсон; * 1862 in Moskau; † 1940 in Paris) war ein schwedisch-russischer Architekt.

## Leben
Erichson war der Sohn eines Moskauer schwedischen Kaufmanns. Das Studium an der Moskauer Hochschule für Malerei, Bildhauerei und Architektur schloss er 1883 als Künstler der Architektur ab. Er erhielt dazu ein Auslandsstipendium, das er zum Studium der Architektur in Nordeuropa, insbesondere in Dänemark benutzte.
Mit seinen ersten Bauten folgte Erichson dem Eklektizismus. Bereits ab 1879 führte er Umbauten für A. R. Erichson auf dessen Moskauer Besitz an der St. Petersburger Chaussee durch (bis 1896). 1885 baute er in Moskau das Telefonamt am Kasarmenny Pereulok 4 und zwei Mietshäuser (Tschernyschewski-Pereulok, Wosnessenski Pereulok 15). 1885–1888 baute er die A.-B.-Golizyn-Villa (Powarskaja Uliza 40).
In den 1890er Jahren wechselte er zu einem neorussischen Stil auf der Basis der Jaroslawler Architektur des 17. Jahrhunderts. Gleichzeitig benutzte er auch gotische Formen. 1891–1896 war Erichson Architekt des Moskauer Finanzamtes. 1894 trat er in die Moskauer Architekturgesellschaft ein. 1894–1899 baute er das Mietshaus mit Apotheke des Apothekers W. K. Ferrein (Nikolskaja Uliza 19–21). Zusammen mit den besten Moskauer Architekten beteiligte er sich an der Vorbereitung der Krönung Nikolaus II. 1896 in Moskau mit Gestaltung der wichtigen Boulevards und des Platzes der Christ-Erlöser-Kathedrale. Sein Assistent war Iwan Andrejewitsch Hermann. 1896–1897 baute er die Leman-Villa. 1897–1898 ließ Pjotr Iwanowitsch Schtschukin auf seinem Grundstück Malaja Grusinskaja Uliza 15 Erichson ein zweites Gebäude (sogenannter Neubau) für sein Museum für russische Altertümer im neorussischen Stil bauen (jetzt Timirjasew-Museum für Biologie).
Erichsons erste Werke im Stil der auf dem Jugendstil basierenden Moskauer Moderne waren die A.-K.-Ferster-Michelson-Villa (Malaja Nikitskaja Uliza 18) und der Umbau des 1876 von Pjotr Santinowitsch Campioni gebauten Bank- und Handelshauses der Firma  I. W. Junker & Co. (Kusnezki Most 16/5, 1900–1908), dessen Fassade 1913–1915 von Wassili Iwanowitsch Jeramischanzew mit Beteiligung der Wesnin-Brüder neoklassizistisch umgestaltet wurde. Es folgte 1901–1903 das Handelshaus der Firma A. M. Michailow (Kusnezki Most 14). 1902–1903 baute Erichson das zentrale Moskauer Telefonamt der Dänisch-Schwedisch-Russischen Telefongesellschaft, dem Otto von Dessien 1907–1908 das 76 m hohe Hauptgebäude mit Stahlbetongerippe hinzufügte. 1903 baute Erichson zusammen mit dem Ingenieur Wladimir Grigorjewitsch Schuchow für Iwan Dmitrijewitsch Sytin das Druckereigebäude (Pjatnizkaja Uliza 71) und 1904–1906 das Bürogebäude (Twerskaja Uliza 186). 1907 veränderte er die Fassade des Mietshauses der Moskauer Kaufmannsgesellschaft (Kusnezki Most 8/10). 1909–1910 baute er für A. A. Sudakow das Restaurant Jar (später umgebaut). 1910–1911 folgte das Gebäude der Internationalen Handelsbank.
Danach wandte auch er sich dem Neoklassizismus zu und entwickelte eigene Formen auf der Basis des Moskauer Empire. Für den Kaufmann Semjon Petrowitsch Tararykin baute Erichson das Gebäude mit dem Restaurant Praga (Arbat 2) um (mit Veränderung der Fassade und der Innenarchitektur), das bereits Lew Nikolajewitsch Kekuschew 1902 umgebaut hatte und später wieder umgebaut wurde.
Nach der Oktoberrevolution emigrierte Erichson und lebte in der Schweiz und in Frankreich, wo er verarmte.

## Werke

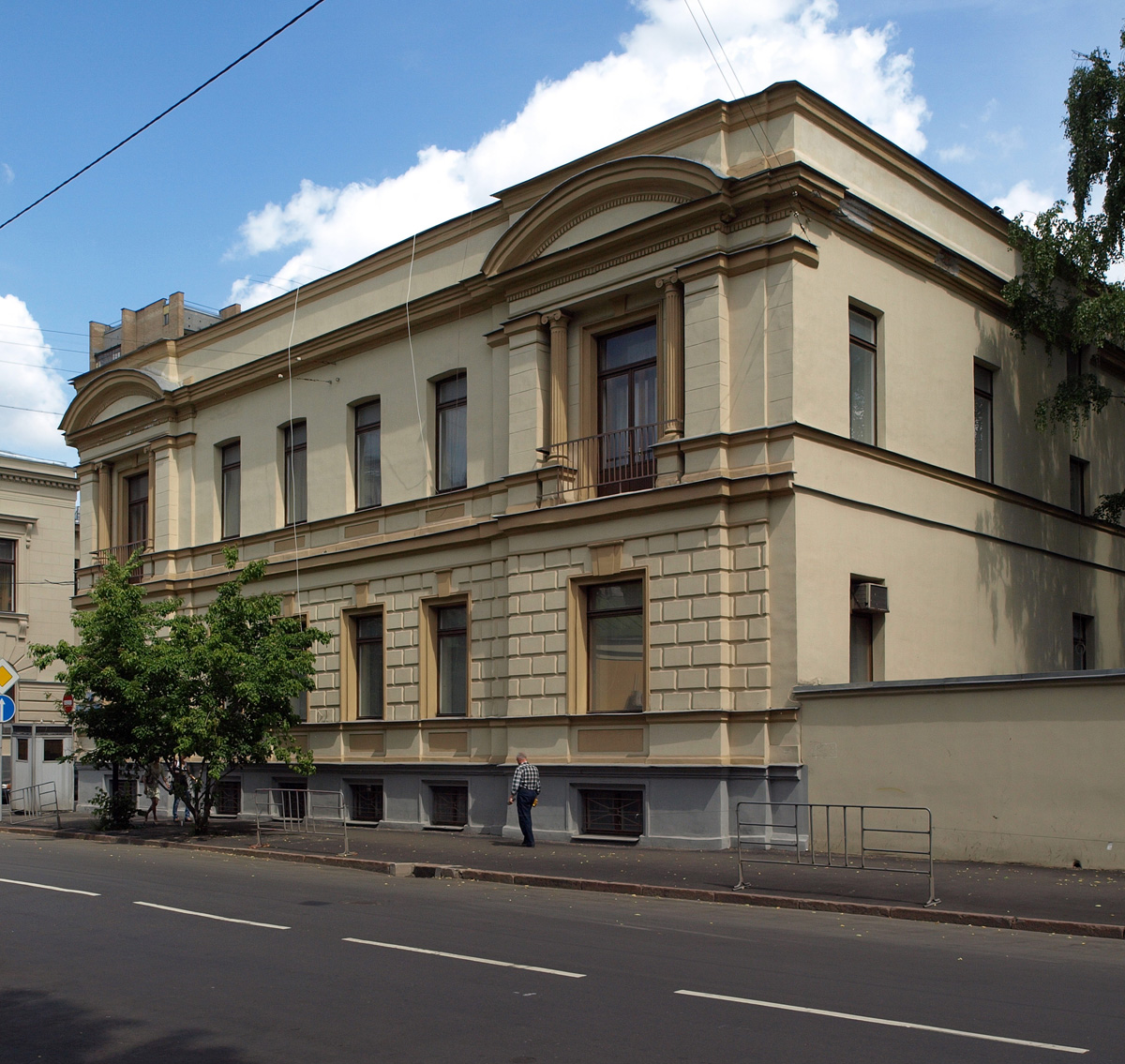
A.-B.-Golizyn-Villa, Powarskaja Uliza 40, Moskau
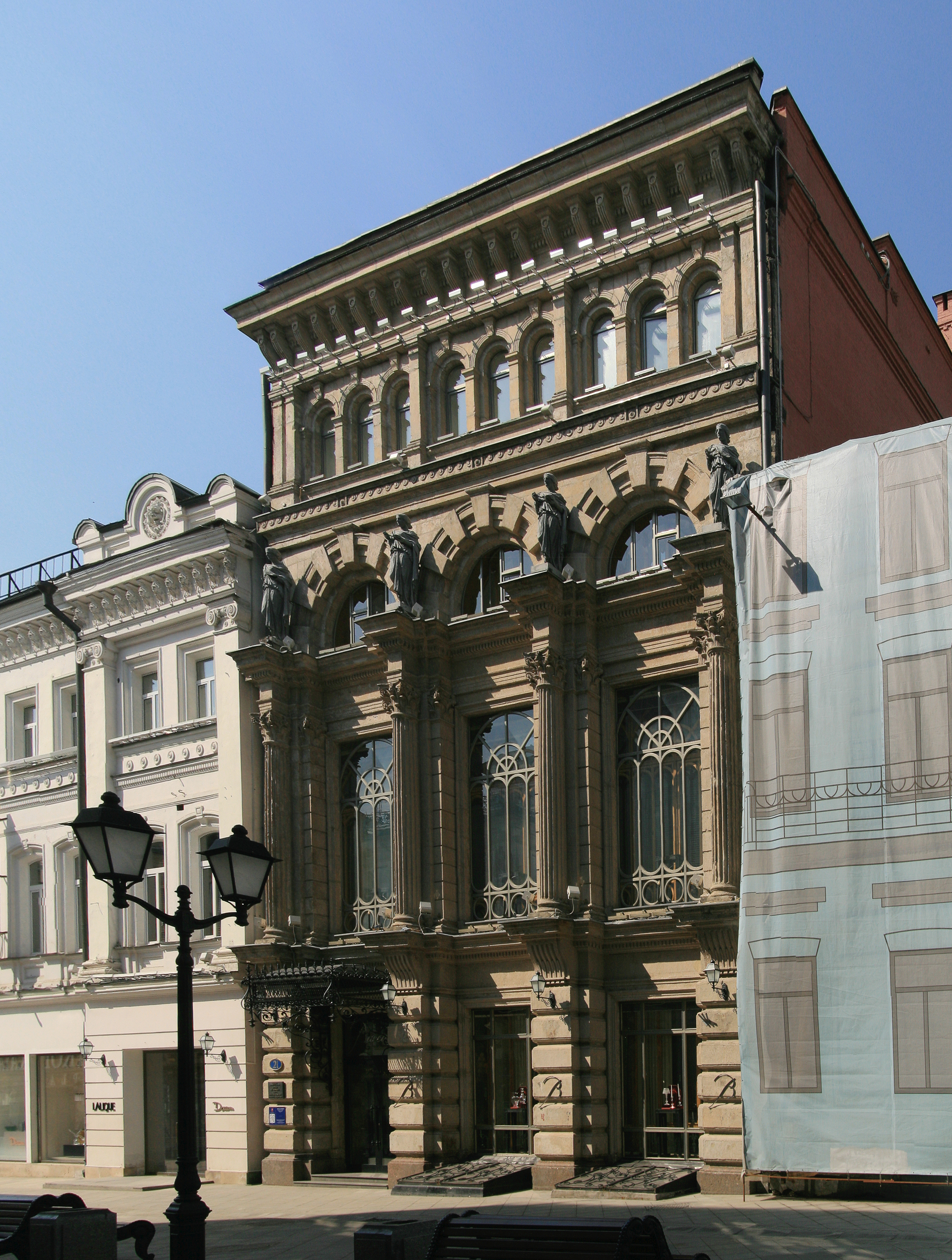
Ferrein-Mietshaus und -Apotheke, Nikolskaja Uliza 19–21, Moskau
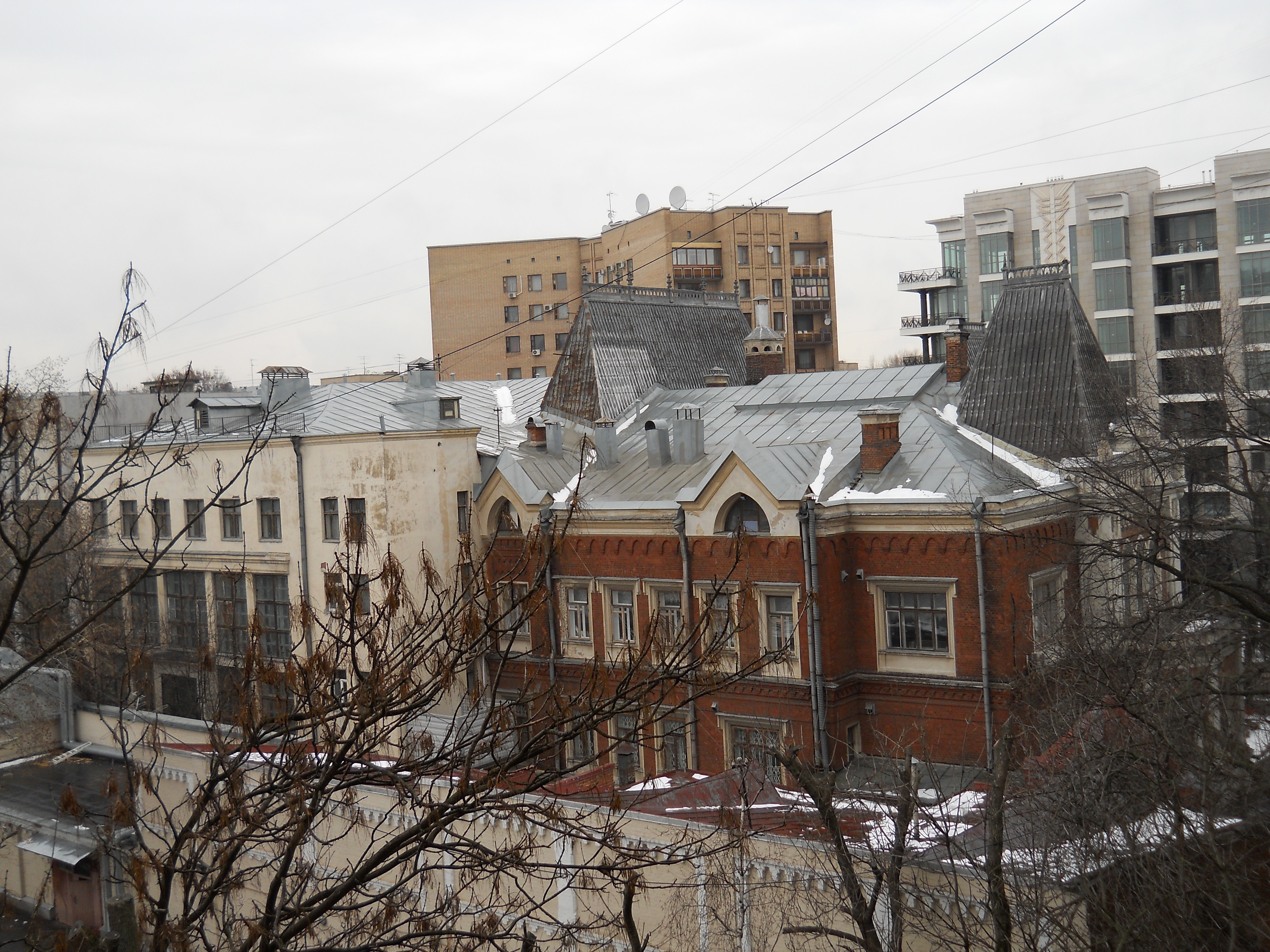
A.-Leman-Villa, Granatny Pereulok 7, Gebäude 2, Moskau
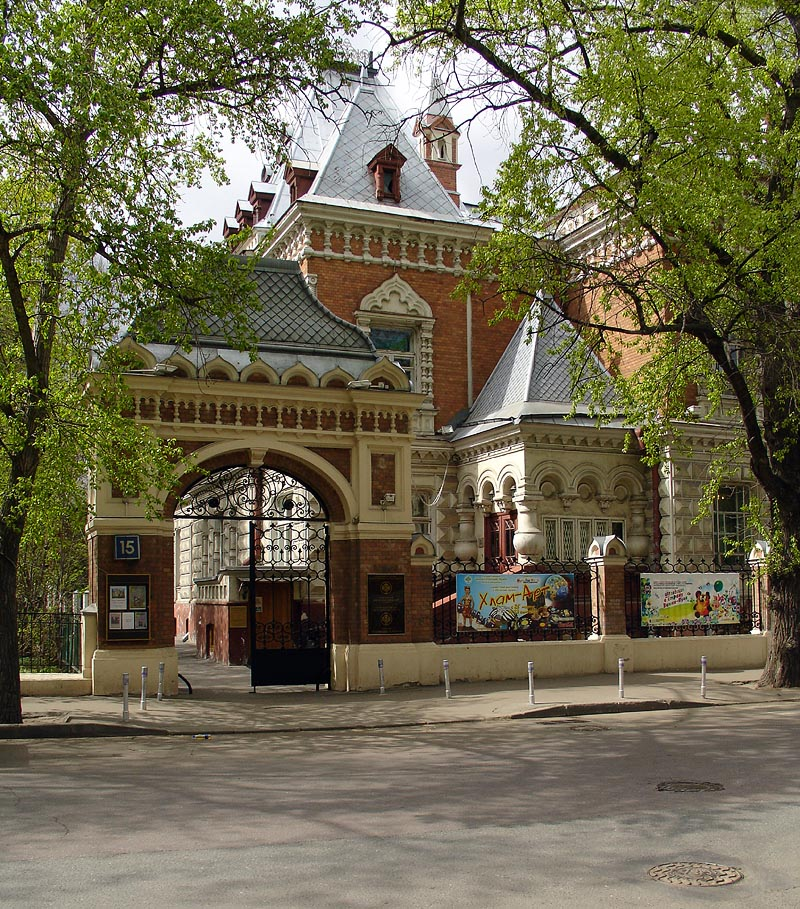
Schtschukin-Museum (Neubau), Malaja Grusinskaja Uliza 15, Moskau
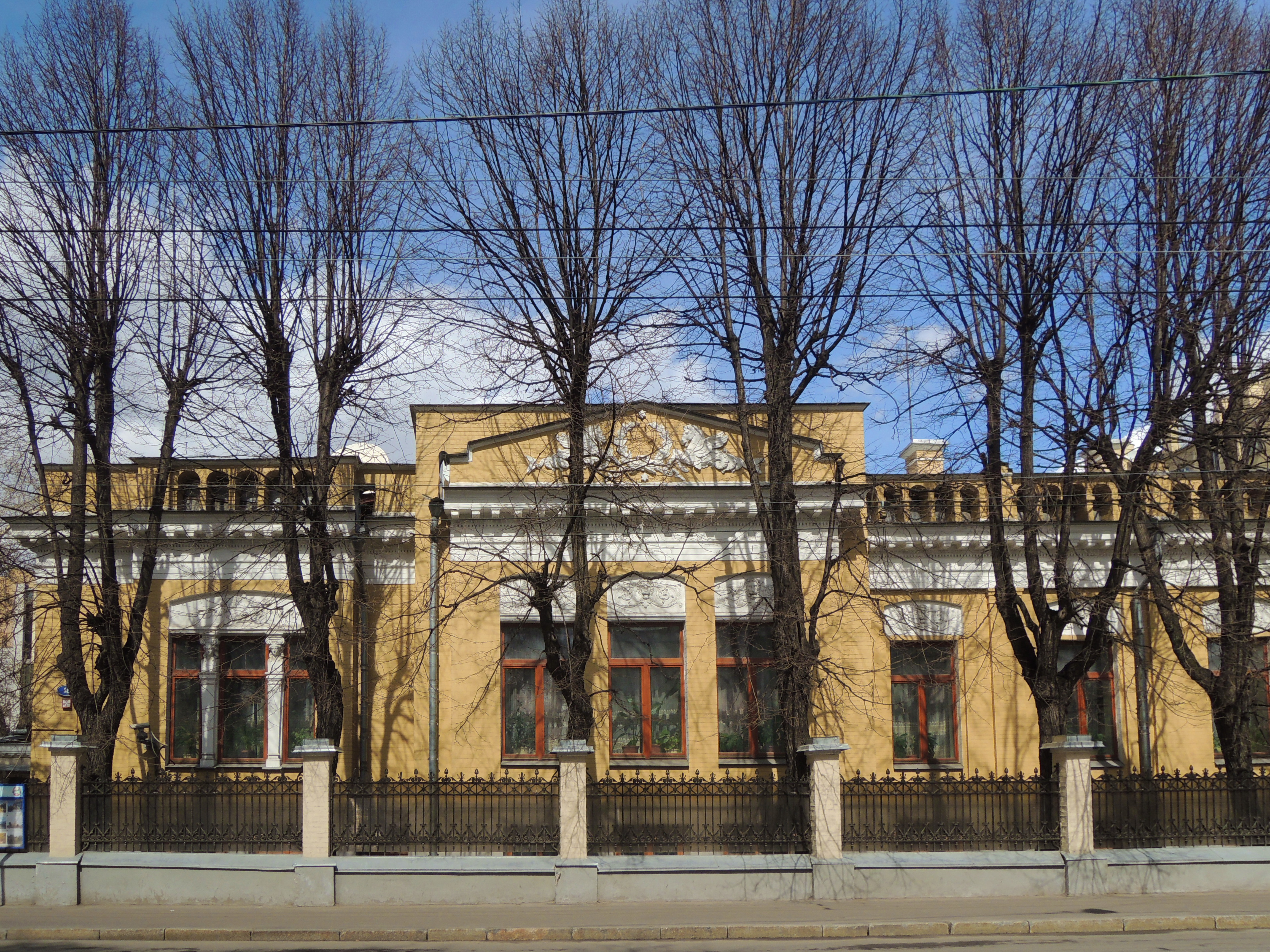
A.-K.-Ferster-Michelson-Villa, Malaja Nikitskaja Uliza 18, Moskau
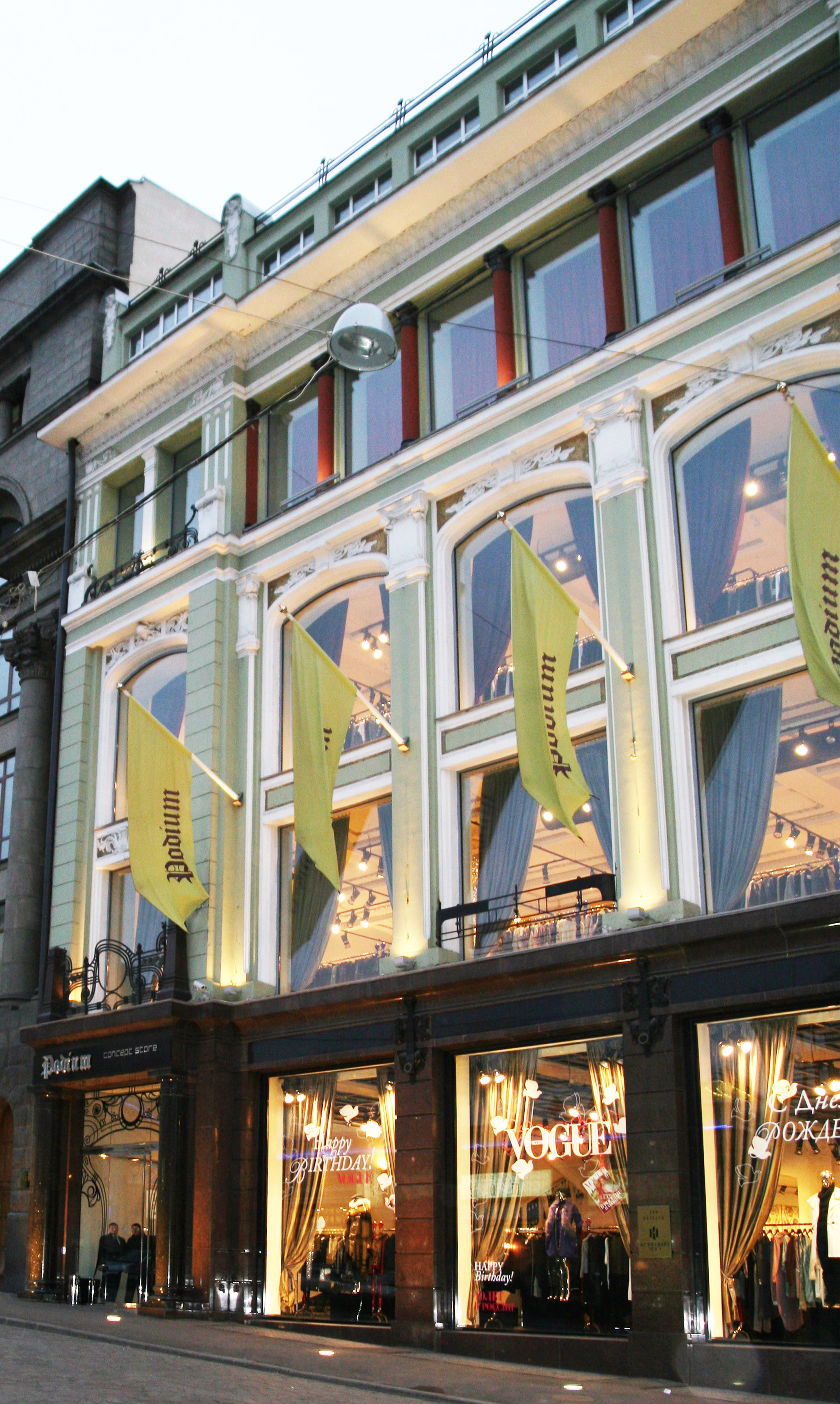
A.-M.-Michailow-Handelshaus, Kusnezki Most 14, Moskau
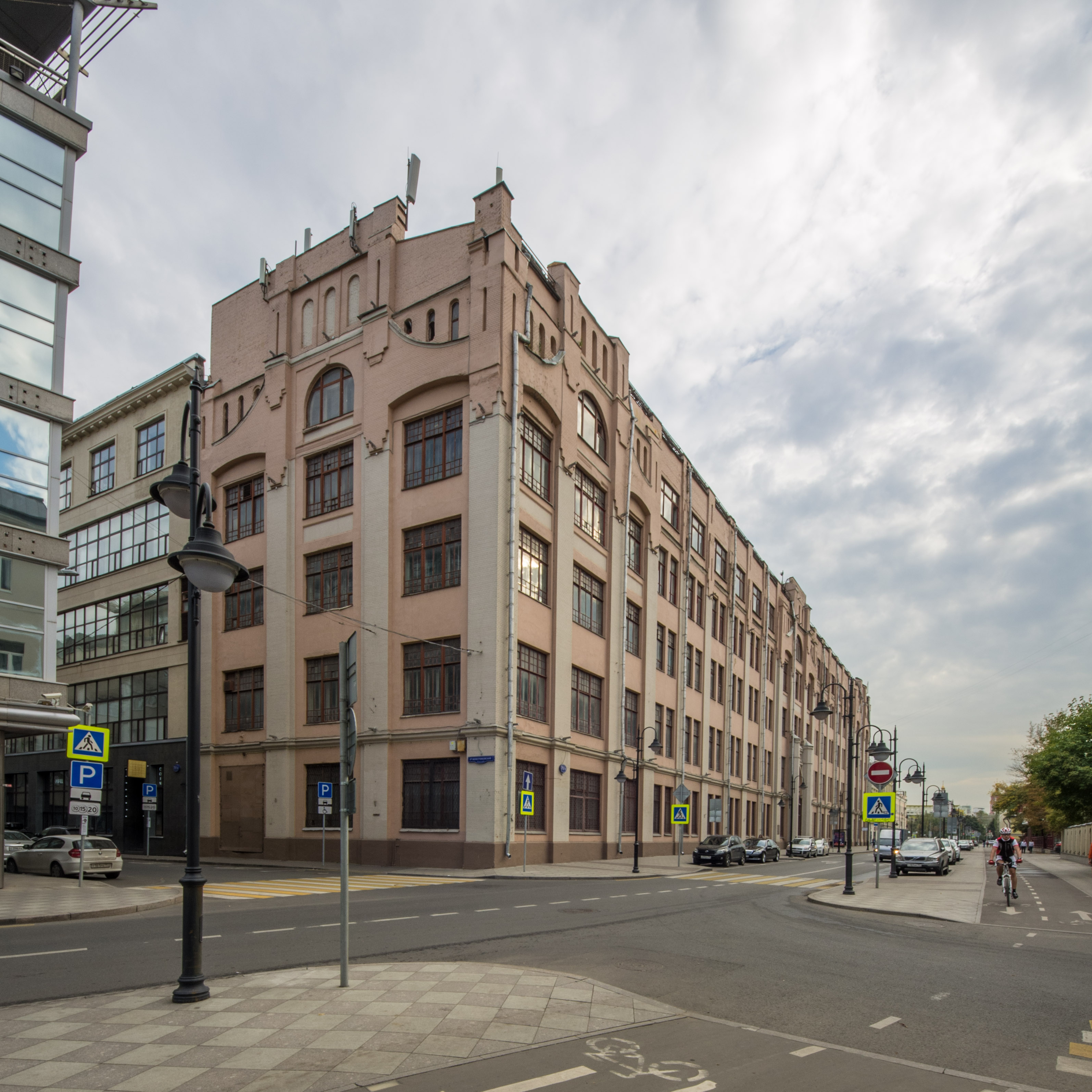
Sytin-Druckerei, Pjatnizkaja Uliza 71, Moskau
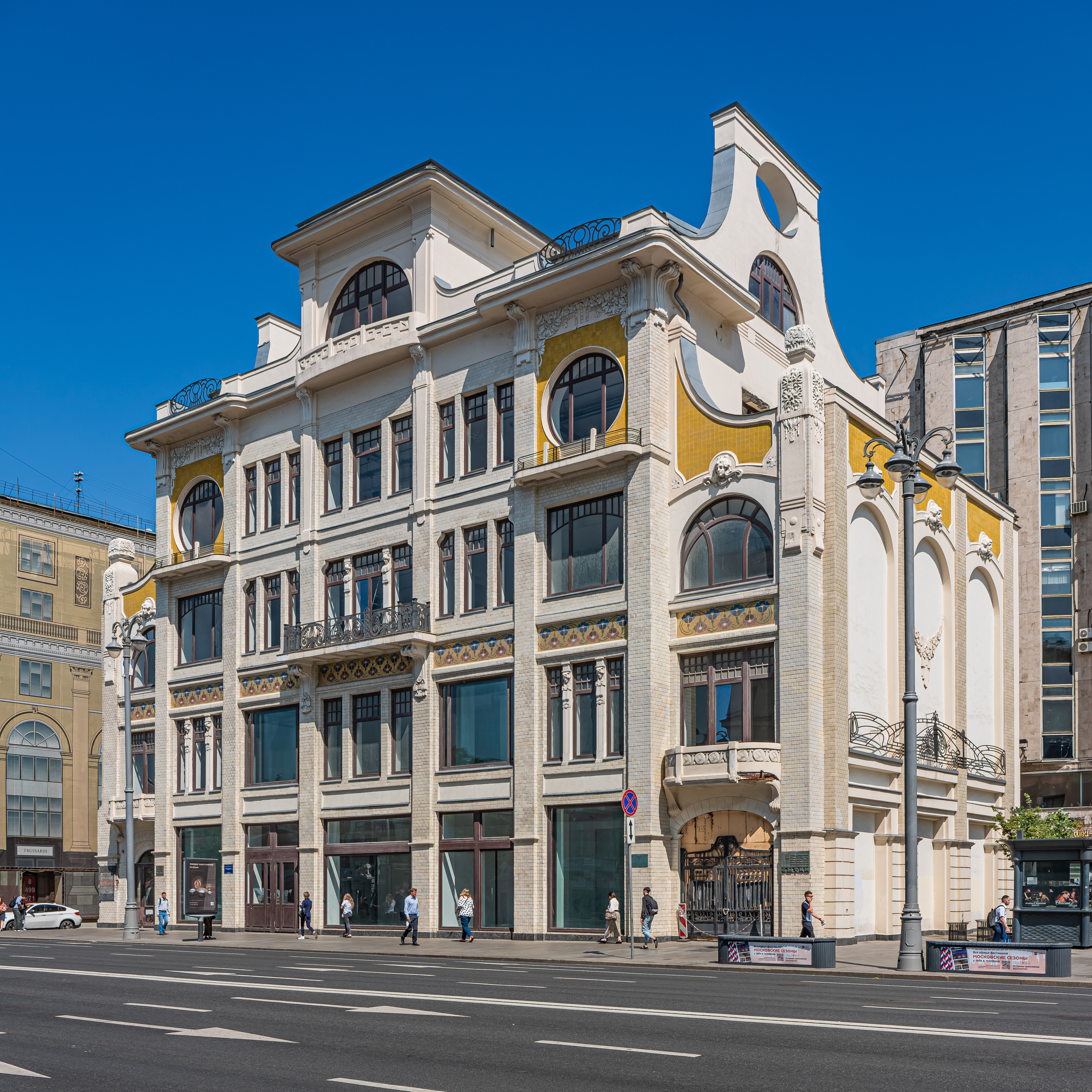
Sytin-Bürogebäude, Twerskaja Uliza 186, Moskau
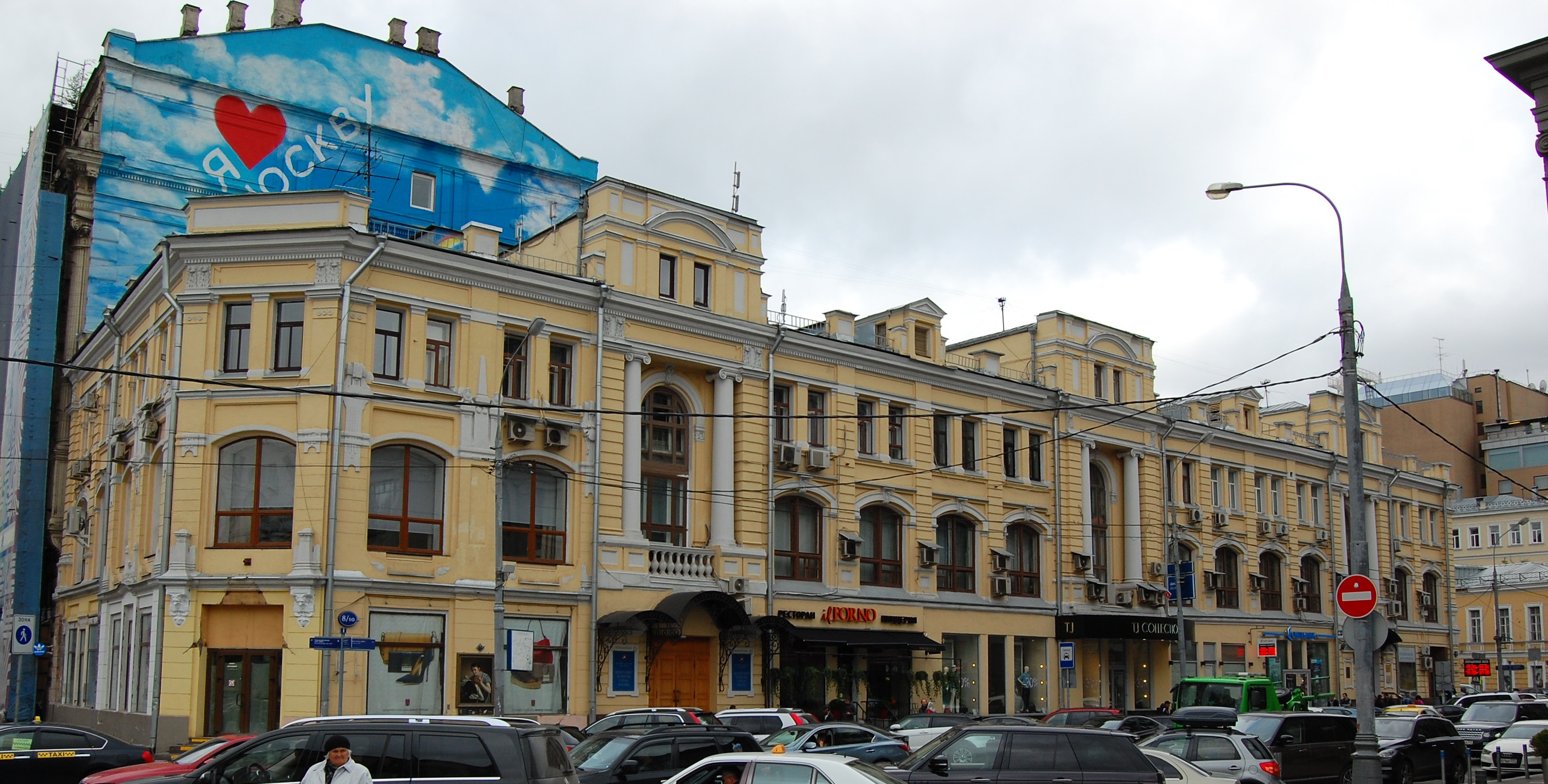
Mietshaus der Moskauer Kaufmannsgesellschaft, Kusnezki Most 8/10, Moskau
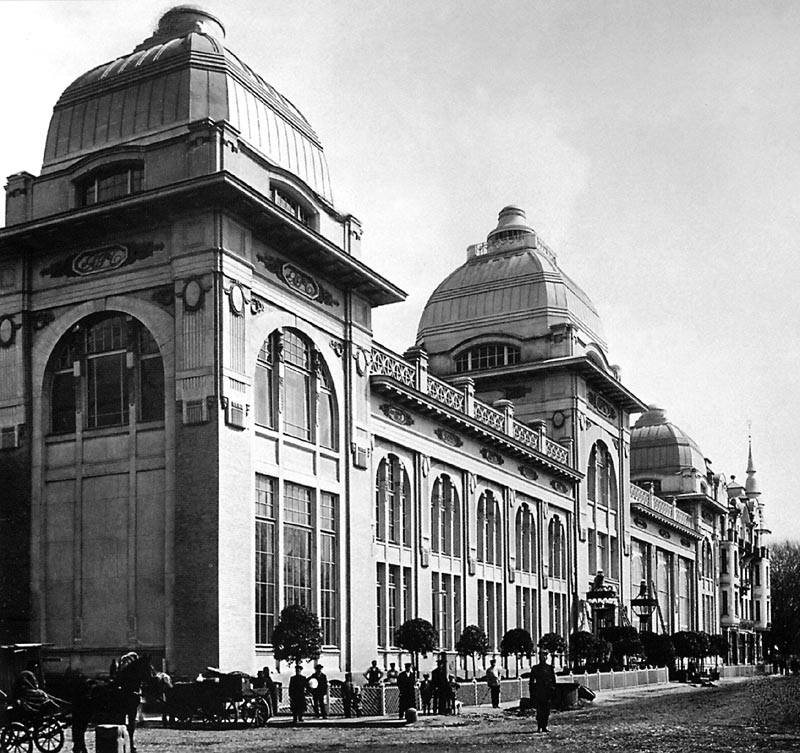
Restaurant Jar, Leningradski Prospekt 32/2, Moskau
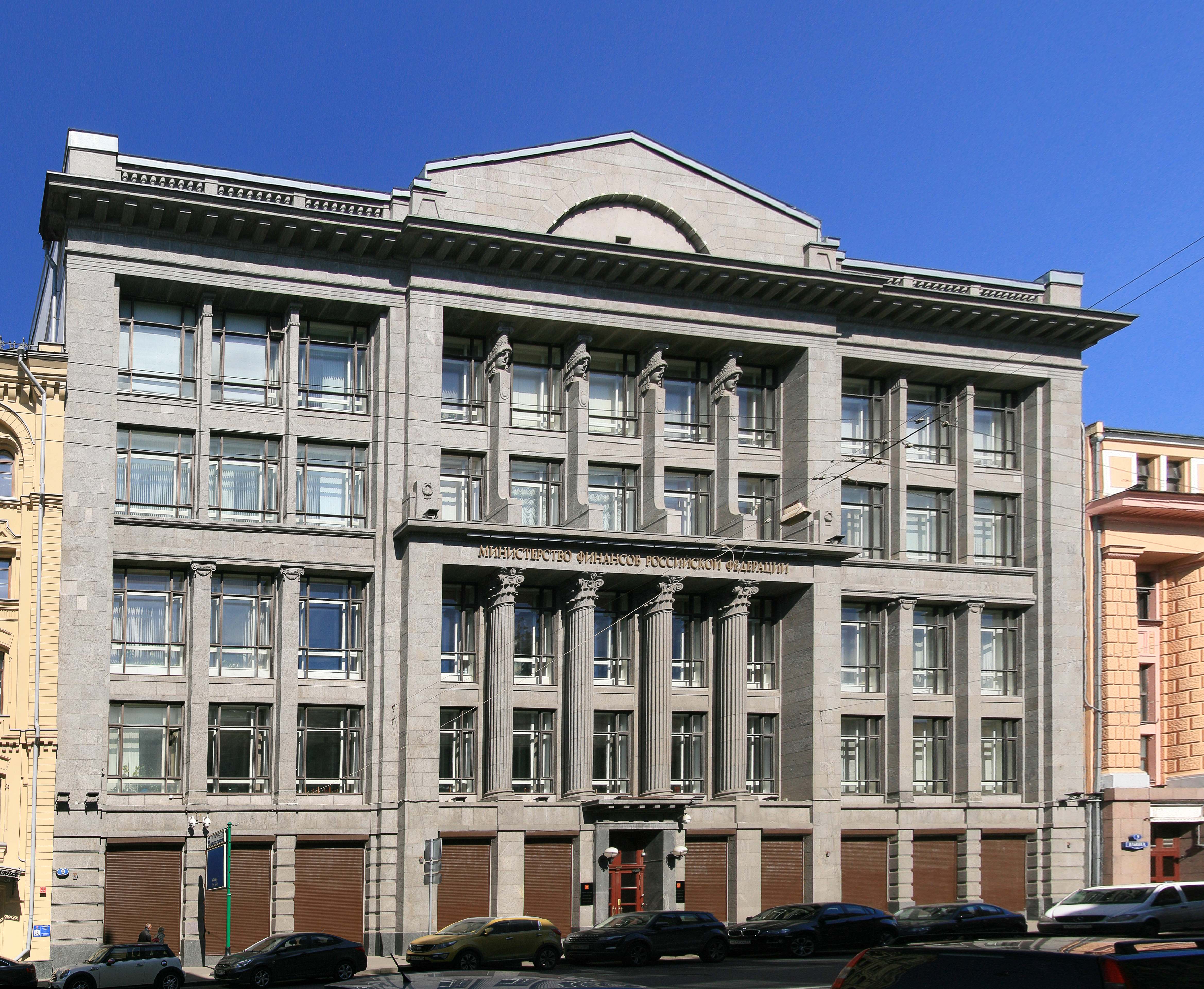
Internationale Handelsbank, Uliza Iljinka 9, linker Teil, Moskau
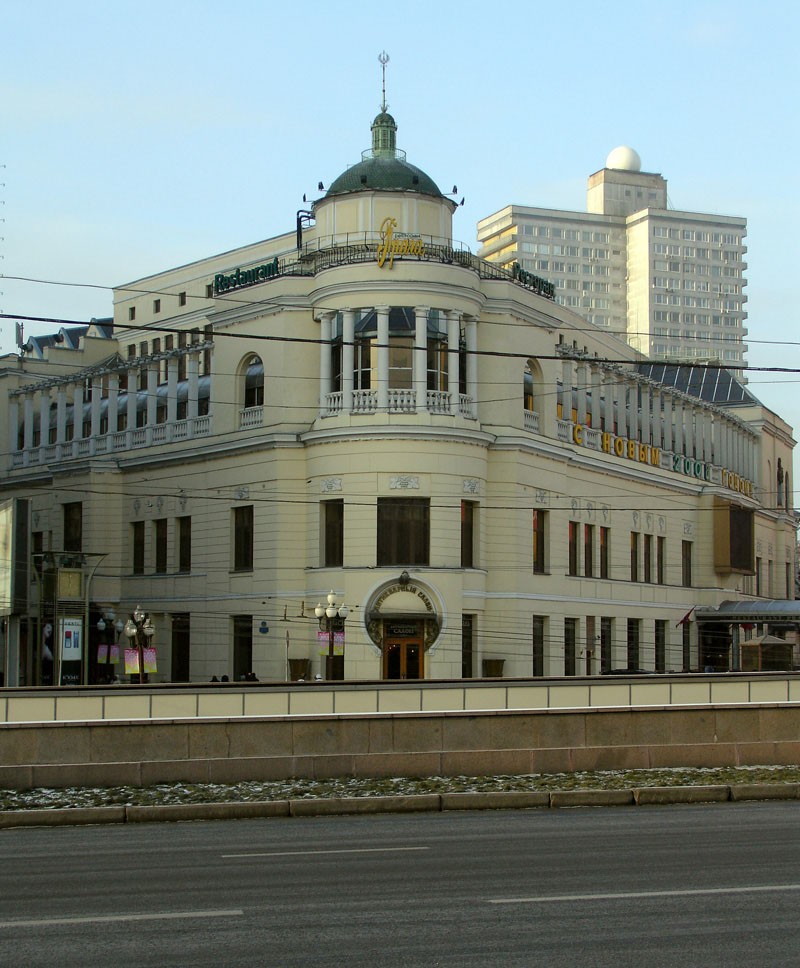
Restaurant Praga, Arbat 2, Moskau